# Éclipse lunaire du 15 juin 2011
| Éclipse totale de Lune du 15 juin 2011                                                                                  | Éclipse totale de Lune du 15 juin 2011 |
| --- | -------------------------------------- |
| Schéma de l'évolution de l'éclipse, tandis que la Lune passe de droite (Ouest) à gauche (Est) dans l'ombre de la Terre. |                                        |
| Gamma | 0,0897                                 |
| Magnitude | 1,6998                                 |
| Localisation | Océan Indien                           |
| Saros (membre de la série)                                                                                              | 130 (34 sur 72)                        |
| Durée (h:min:s) |                                        |
| Totalité | 1 h 40 min 12 s                        |
| Phases partielles | 3 h 39 min 19 s                        |
| Phases pénombrales | 5 h 36 min 11 s                        |
| Contacts (UTC) |                                        |
| P1 | 17:24:34                               |
| U1 | 18:22:56                               |
| U2 | 19:22:30                               |
| Maximum | 20:12:37                               |
| U3 | 21:02:42                               |
| U4 | 22:02:15                               |
| P4 | 23:00:45                               |
| Voir lien () pour caractéristiques                                                                                      |                                        |

L'éclipse lunaire du 15 juin 2011 est la 1re des 2 éclipses lunaires totales de 2011, la seconde se produisant en décembre.
Cette éclipse lunaire totale est aussi une éclipse centrale.

## Visibilité

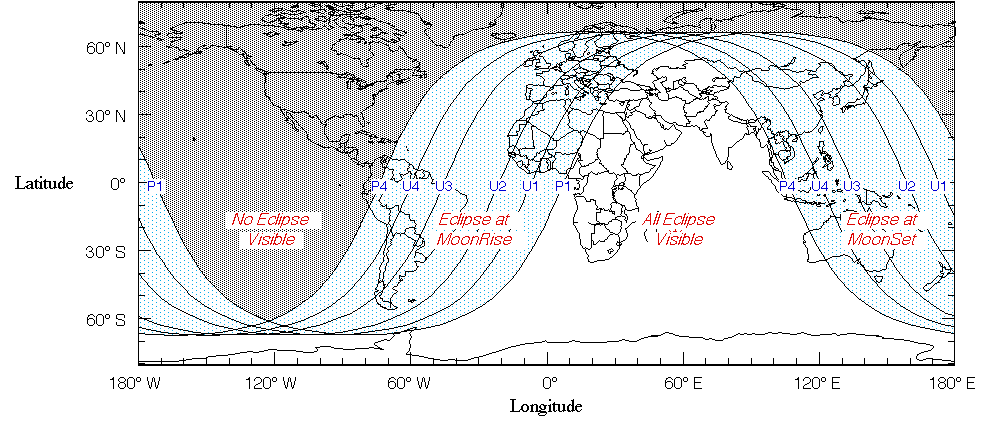
Carte de visibilité de l'éclipse.

L'éclipse est totalement visible depuis l'Afrique et l'Asie centrale, visible au lever de Lune en Amérique du Sud, Afrique de l'Ouest et Europe, et visible au coucher en Asie orientale. Dans l'ouest de l'Asie, en Australie et aux Philippines, l'éclipse est visible juste avant le lever du soleil.

## Illustrations

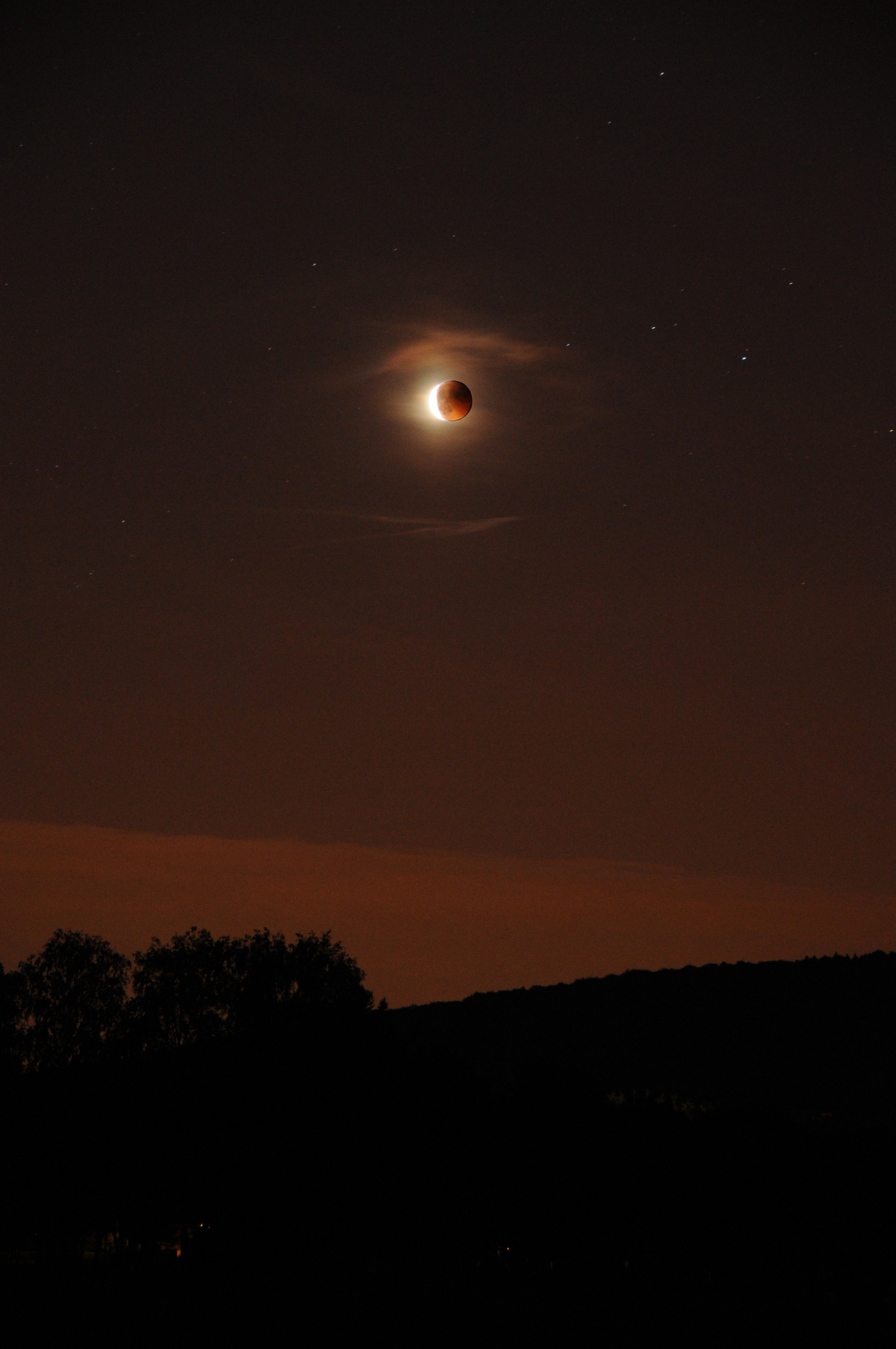
L'éclipse lunaire du 15 juin 2011 vue des environs d'Évette-Salbert, en Franche-Comté.

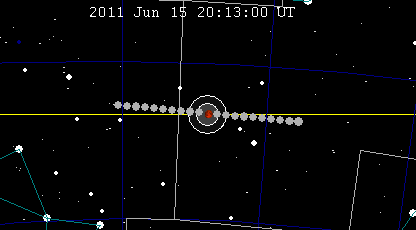
Mouvement horaire de la Lune dans la constellation de l'Ophiuchus.

## Éclipses lunaires 2009-2013
| Nœud ascendant | Nœud ascendant | Nœud ascendant |             | Nœud descendant  | Nœud descendant | Nœud descendant |
| Saros Photo    | Date Vue       | Type Détail    | Saros Photo | Date Vue         | Type Détail     |                 |
| -------------- | -------------- | -------------- | ----------- | ---------------- | --------------- | --------------- |
| 110            | 7 juillet 2009 | pénombre       | 115         | 31 décembre 2009 | partielle       |                 |
| 120            | 26 juin 2010   | partielle      | 125         | 21 décembre 2010 | totale          |                 |
| 130            | 15 juin 2011   | totale         | 135         | 10 décembre 2011 | totale          |                 |
| 140            | 4 juin 2012    | partielle      | 145         | 28 novembre 2012 | pénombre        |                 |
| 150            | 25 mai 2013    | pénombre       |             |                  |                 |                 |
|                |                |                |             |                  |                 |                 |
| Précédente     | 6 août 2009    | 6 août 2009    | Précédente  | 9 février 2009   | 9 février 2009  |                 |
|                |                |                |             |                  |                 |                 |
| Suivante       | 25 avril 2013  | 25 avril 2013  | Suivante    | 18 octobre 2013  | 18 octobre 2013 |                 |